# American Made (BPDM)
American Made è il primo album in studio del supergruppo musicale statunitense BPMD, pubblicato nel 2020 dalla Napalm Records. È costituito da dieci cover di brani storici di band statunitensi, tutti pubblicati negli anni settanta.

## Antefatti
Il gruppo si è formato nel 2019, da un'idea del bassista e produttore discografico Mark Menghi, il quale trasse dall'ascolto dei Lynyrd Skynyrd, l'intuizione di fondare una nuova band. Come suoi compagni scelse quindi Bobby Ellsworth alla voce, Phil Demmel alla chitarra, e Mike Portnoy, già suo collega nei Metal Allegiance.

## Tracce
1. Wang Dang Sweet Pontang – 3:35
2. Toys in the Attic – 3:41
3. Evil – 3:35
4. Bill Drinkers and Hellraisers – 4:22
5. Saturday Night Special – 4:51
6. Tattoo Vampire – 2:34
7. D.O.A. – 3:21
8. Walk Away – 4:12
9. Never in My Life – 5:21
10. We Are an American Band – 3:25

## Formazione

### Gruppo
- Bobby Ellsworth – voce
- Phil Demmel – chitarra
- Mark Menghi – basso
- Mike Portnoy – batteria

### Produzione
- Mark Menghi – produzione, ingegneria del suono, missaggio
- Frank Mitaritonna - produzione esecutiva
- Steve Sinclair – produzione esecutiva
- Juan Ortega – ingegneria del suono, missaggio
- Johnny Road – assistenza tecnica